# Klooster van de Heilige Ursula

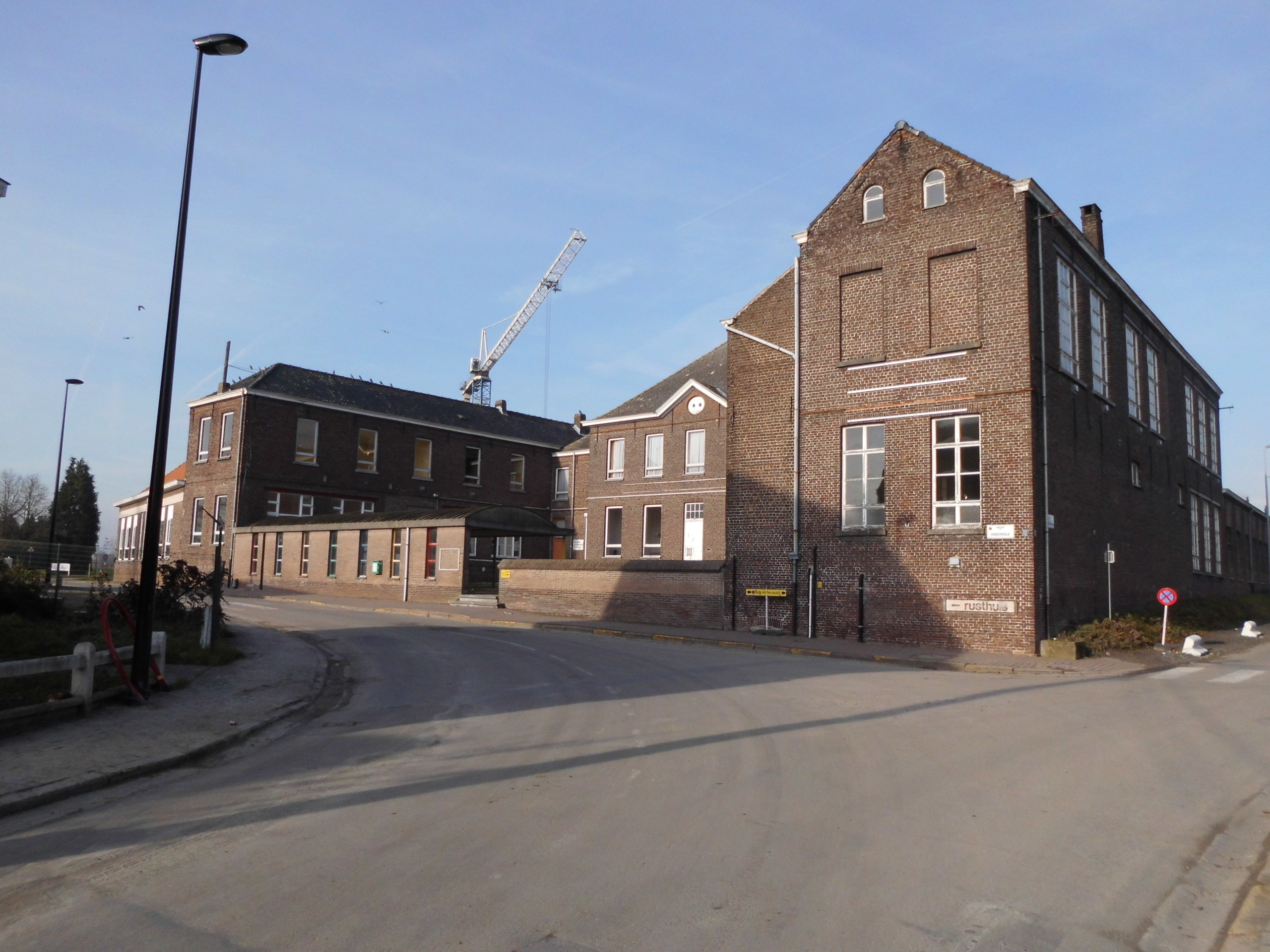

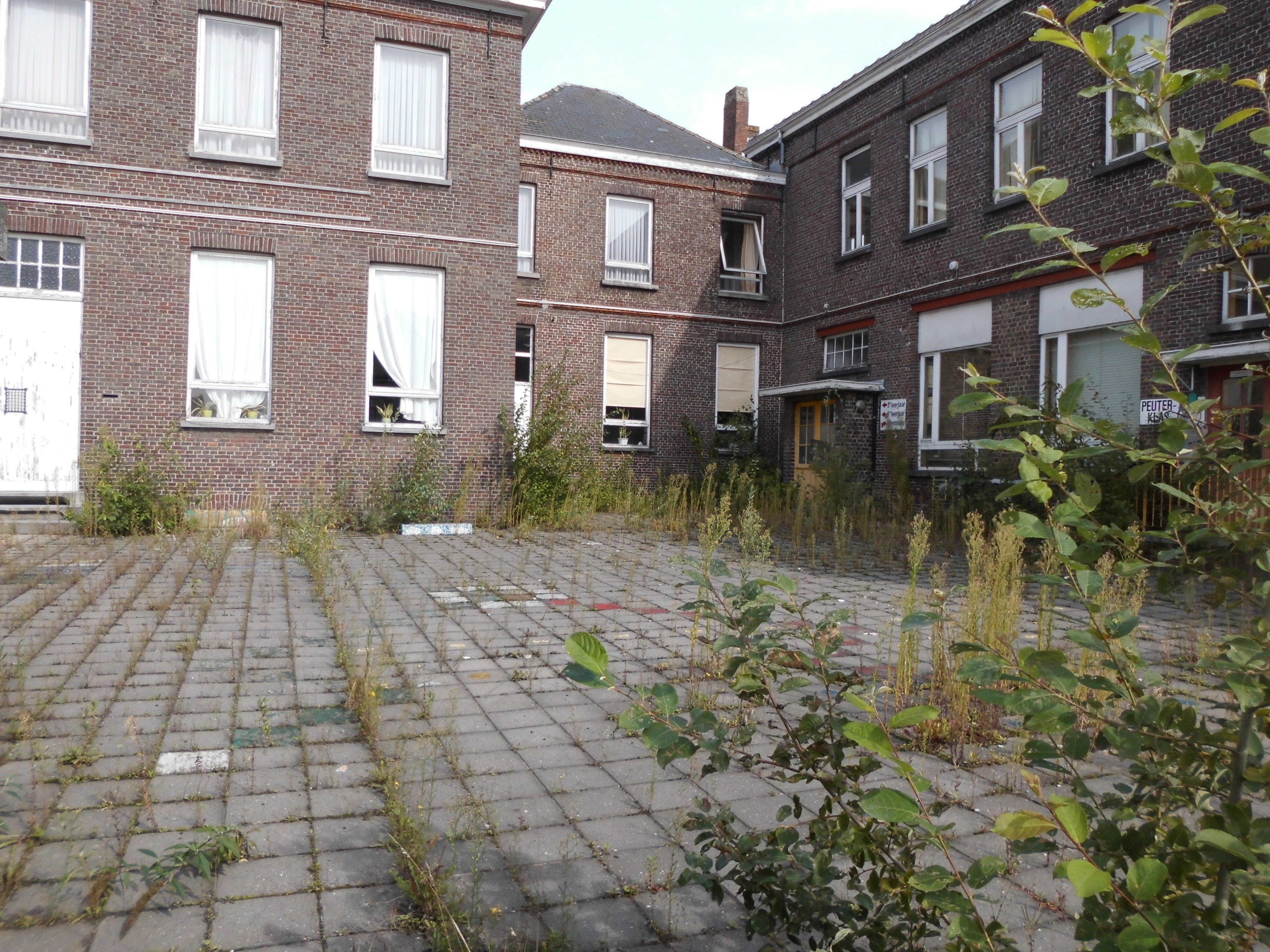
Het nu leegstaande klooster te Ursel.

Het Klooster van de Heilige Ursula was - als gemeenschap - gedurende 155 jaar gevestigd in de Belgische plaats Ursel. Het was gelegen op de hoek gevormd door Onderdale met de Hendelstraat en is sinds 2015 volledig verlaten. De Heilige Ursula verwees naar een van de patronen van de parochie te Ursel.
De oorsprong ligt bij een stichting in het leven geroepen door de mecenas Jan Baptist van de Woestijne en opgetrokken in de jaren 1859-1860, naar het ontwerp van de Gentse architect  Ceukelaere. Bij aanvang was het een klooster, school, ouderengesticht en een opvang van wezen. De leiding werd  toegewezen aan de Congregatie van de Franciscanessen uit Gent, kortweg Crombeen genoemd. Om aan de noden te voldoen werden de zijvleugels in 1898 verhoogd met één verdieping, in 1902 gevolgd met de bouw van de congregatiekapel. Deze laatste werd kort na de Tweede Wereldoorlog afgebroken voor de oprichting van 2 kleuterklassen langs de kant van Onderdale.
Aansluitend achter het klooster en langs de Hendelstraat had men decennialang een boerderij, zodat men kon voorzien in de eigen voedingsbehoefte. Een activiteit die in de jaren 60 werd stopgezet.
Tot de jaren 70 werd er onderwijs verschaft aan alle kleuters, maar het lager onderwijs beperkte zich enkel tot meisjes. Nadien werd er ook les gegeven aan de jongens. De jongensschool in de Schoolstraat werd nadien afgebroken, de gemeentelijke feestzaal kwam er in de plaats.

## Nieuw onderkomen
De opvang van wezen werd het eerst afgebouwd en was nagenoeg onbestaande na de Tweede Wereldoorlog. Wel verbleven er toen nog enkelen van hen als volwassen personeelslid of als kloosterlinge.
De schoolgebouwen werden verlaten in 2012, door de verhuis naar een nieuw onderkomen in de onmiddellijke omgeving. Na de overdracht aan de Broeders van Liefde en verder werkend onder de naam Sint-Medardusschool.
De laatste ouderlingen verlieten het bejaardentehuis in 2015, na de uitbreiding van een eerder opgetrokken en aanpalende nieuwbouw. Het beheer en de werking is nu in handen van de vzw  Zorg-Saam Zusters Kindsheid Jesu.
Ook de kloostergemeenschap van de zusters is nagenoeg onbestaande, op uitzondering van die zusters die in het nieuw bejaardenhuis verblijven. Zodat er nu volledig leegstand is in het anderhalve eeuw oude klooster, over een nieuwe bestemming of al dan niet afbraak is nog niets beslist.